# Oleksij Reznikov
Oleksij Joerijovytsj Reznikov (Oekraïens: Олексій Юрійович Резніков) (Lviv, 18 juni 1966) is een Oekraïense advocaat en politicus en was van 4 november 2021 tot 3 september 2023 minister van defensie van Oekraïne.
Reznikov bekleedde eerder verschillende andere functies in de regering van Oekraïne; vicepremier, minister van re-integratie van de tijdelijk bezette gebieden van Oekraïne, plaatsvervangend hoofd van het stadsbestuur van Kiev van 2016 tot 2018, en locoburgemeester en secretaris van de gemeenteraad van Kiev van juni 2014 tot december 2015.

## Biografie
Reznikov werd geboren op 18 juni 1966 in Lviv, dat toen deel uitmaakte van de Oekraïense Socialistische Sovjetrepubliek in de Sovjet-Unie. Zijn vader was een professor en zijn moeder was een neuroloog, beiden in Lviv. Van 1984 tot 1986 diende Reznikov bij de Sovjet-luchtmacht. Na zijn dienstplicht ging hij naar de universiteit van Lviv en behaalde in 1991 cum laude zijn masterdiploma in rechten. Tijdens zijn universiteitsjaren nam hij actief deel aan het studentenleven: hij won de Olympische Spelen voor rechtenstudenten in de Oekraïense SSR in de individuele- en teamcompetities en vertegenwoordigde Oekraïne op de Olympische Spelen voor rechtenstudenten in de Sovjet-Unie.

### professionele carrière
Reznikovs professionele carrière begon tijdens zijn laatste jaar aan de universiteit, toen hij medeoprichter was van het beursvennootschap Galicia Securities. Tussen 1999 en 2002 was hij plaatsvervangend hoofd van het Oekraïense wetgevingscentrum in Kiev. Hij richtte ook het advocatenkantoor Pravis op (later Reznikov, Vlasenko en Partners), dat in 2006 fuseerde met het advocatenkantoor Magister en Partners en die hij mede omvormde tot de naam: Magisters. In 2009 en 2010 won Magisters de Chambers Europe Award. Tijdens zijn advocatenpraktijk verdedigde Reznikov de toenmalige presidentskandidaat Viktor Joesjtsjenko voor het Hooggerechtshof van Oekraïne.
Hij deed uitgebreide ervaring op in het vertegenwoordigen van cliënten bij het Hooggerechtshof van Oekraïne, het Hoger Administratief Gerechtshof van Oekraïne en bij het Hof van Arbitrage voor Sport in Lausanne, Zwitserland. 
Op 20 juni 2014 werd hij benoemd tot secretaris van de gemeenteraad van Kiev. In november 2018 pakte Reznikov zijn juridische praktijk weer op als partner bij Asters Advocaten.

### politieke carrière
Bij de lokale verkiezingen van 2014 in Kiev werd Reznikov verkozen in de gemeenteraad van Kiev als lid van de politieke partij Solidariteit. Op 19 juni 2014 werd hij benoemd tot locoburgemeester van Kiev. Reznikov heeft meerdere functies bekleed, onder meer als hoofd van de nationale delegatie van Oekraïne in het congres van lokale en regionale autoriteiten in de Raad van Europa.
Op 18 september 2019 vroeg president Volodymyr Zelensky aan Reznikov om Oekraïne te vertegenwoordigen in Oekraïense subgroep van de trilaterale contactgroep voor een Donbas-schikking. Op 5 mei 2020 benoemde president Zelensky hem tot plaatsvervangend hoofd van de Oekraïense delegatie bij deze trilaterale contactgroep.
Op 4 maart 2020 werd Reznikov benoemd tot minister voor re-integratie van de tijdelijk bezette gebieden van Oekraïne en vicepremier in het kabinet Sjmyhal.
Op 1 november 2021 diende Reznikov zijn ontslag in van de rol van vicepremier en minister van re-integratie van de tijdelijk bezette gebieden van Oekraïne en werd hij vervolgens benoemd tot minister van defensie.

### Russische invasie van Oekraïne

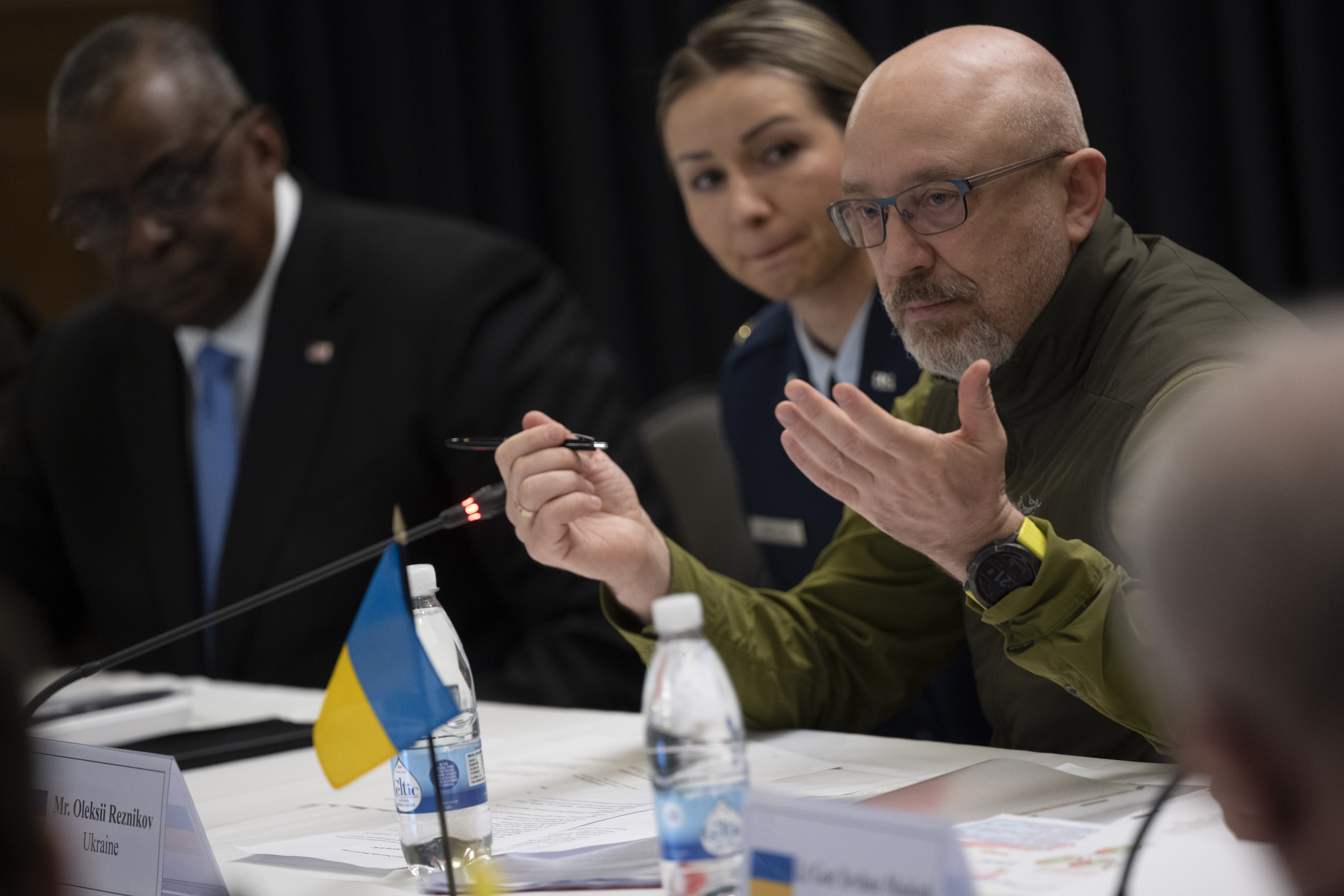
Reznikov en de Amerikaanse minister van defensie Lloyd Austin spreken elkaar op 26 april 2022 op vliegbasis Ramstein in Duitsland.

Op de avond van 25 februari, in de eerste 24 uur van de Russische invasie, glipte president Zelensky even naar buiten samen met Reznikov, premier Sjmyhal en enkele senior medewerkers voor Zelensky's belangrijkste rede uit zijn loopbaan. Terwijl er geschoten werd in de buurt van het presidentiële paleis, zei Zelensky: „De president staat hier, onze strijdkrachten zijn hier, onze samenleving is hier. Wij verdedigen onze onafhankelijkheid.” Met deze onverzettelijke woorden, geflankeerd door zijn naaste ministers en medewerkers, sprak Zelensky de Oekraïense bevolking moed in en liet hij zien dat ze op hun post waren gebleven om het land te besturen en de invasie te bestrijden.
Op 26 februari 2022, twee dagen nadat Rusland Oekraïne was binnengevallen, had Reznikov een telefoontje met de Wit-Russische minister van defensie Viktor Chrenin, die namens de Russische minister van defensie Sergej Sjojgoe aanbood om de invasie te stoppen als Oekraïne zou capituleren. Reznikov antwoordde dat hij: "klaar was om de capitulatie van Russische zijde te accepteren".

### Corruptie bij ministerie van Defensie
Op 5 februari 2023 verklaarde fractievoorzitter Davyd Arachamija van Dienaar van het Volk dat Reznikov zou worden vervangen door Kyrylo Boedanov als minister van Defensie. Later kwam Arachamija hier op terug. Aanleiding voor het mogelijk aftreden van Reznikov waren corruptieschandalen op zijn ministerie van defensie. Reznikov bleef op zijn post ondanks dagenlange speculaties over zijn aftreden. Reznikov heeft nauwe banden opgebouwd met zijn westerse defensieministers en was daarmee cruciaal voor het op gang houden van de wapenleveranties aan Oekraïne. Bovendien was hij sinds het begin van de invasie uitgegroeid tot een vertrouweling van Zelensky.
Begin augustus 2023 bracht nieuwssite ZN.UA het zoveelste corruptieschandaal in het Oekraïense ministerie van Defensie naar buiten. Het ministerie zou voor tientallen miljoenen aan winterkleding voor militairen hebben besteld, maar het ontving zomerkleding. Bovendien bleek het ministerie bijna drie keer zoveel te hebben betaald voor sommige jassen dan nodig was. In januari 2023 was al gebleken dat Reznikovs ministerie in de aanschaf van voedsel ruimschoots de marktwaarde had overschreden. Reznikov zei dat hij zou aftreden als de nieuwe vormen van corruptie zouden kloppen.
Op 3 september 2023 maakte president Zelensky bekend dat Reznikov werd vervangen door Roestem Oemjerov als nieuwe Oekraïense minister van Defensie.